# Alexander William Doniphan

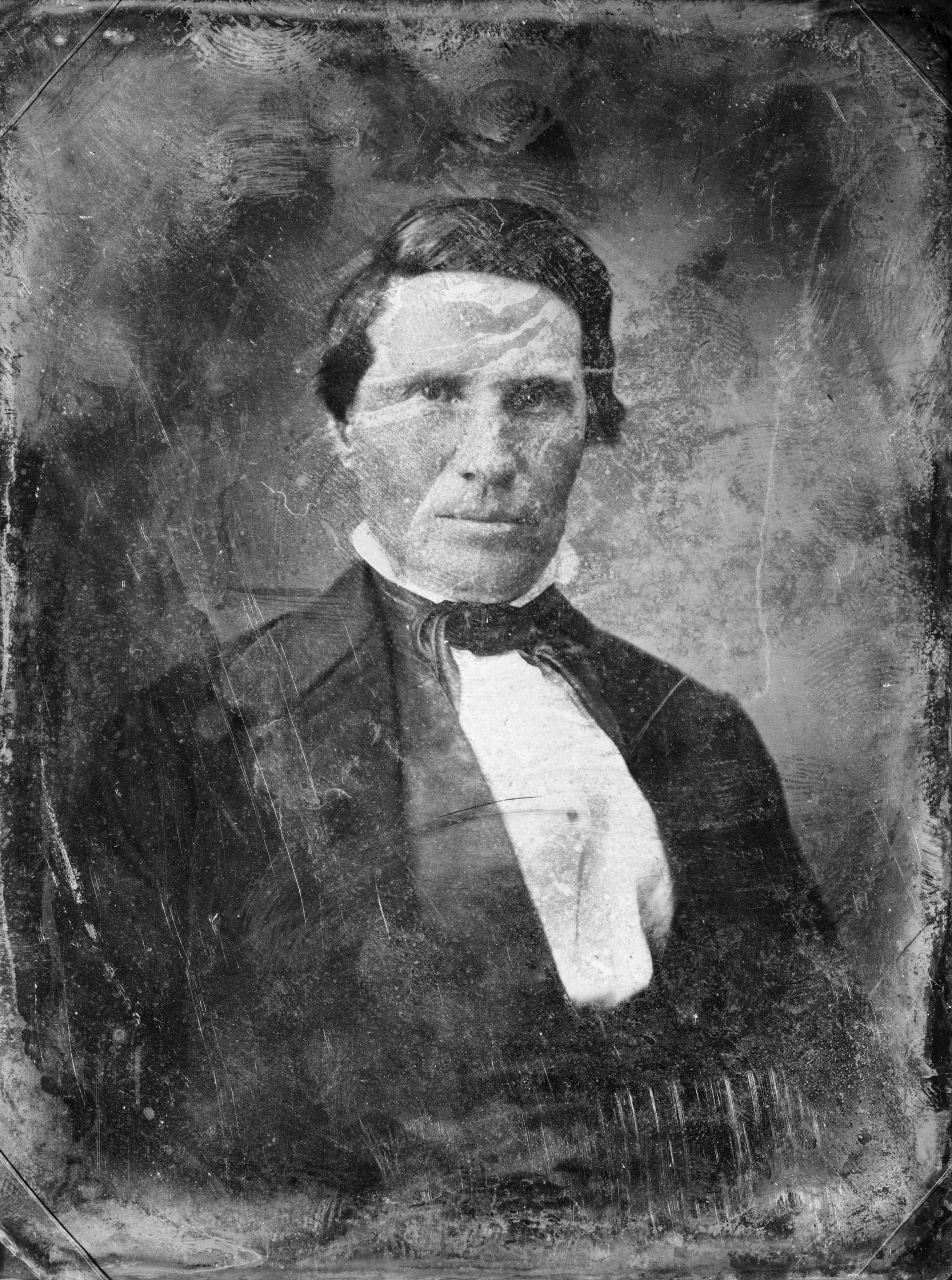
Alexander William Doniphan.

Alexander William Doniphan (Condado de Mason, Kentucky, 9 de julio de 1808 - Richmond, Misuri, 8 de agosto de 1887) fue un abogado y militar estadounidense.
Se graduó en el Augusta College en 1824, fue admitido en el colegio de abogados en 1830 e inició su carrera en Lexington, Misuri. No tardó en trasladarse hacia el oeste, a Liberty, Misuri, y se ganó la reputación de ser uno de los mejores abogados del estado. También sirvió como legislador en 1836, 1840, y 1854, representando al Partido Whig.
Aunque destacó en su carrera de abogado, se le recuerda principalmente por su carrera militar. Para 1838 había sido ascendido a general brigadier en la milicia del estado. Encabezando una gran fuerza de tropas estatales capturó al profeta mormón Joseph Smith y otros líderes y los forzó a dejar el estado de Misuri. Al hacerlo se rehusaba a seguir las órdenes de ejecutar a Smith, y previno que fuerzas "vigilantes" irregulares dañaran a los mormones.
Al inicio de la Guerra Mexicano-Norteamericana en 1846, Doniphan entró al Ejército de los Estados Unidos como coronel del Primer Regimiento de los Voluntarios Montados de Misuri, y sirvió en varias campañas, incluyendo la marcha de Stephen W. Kearny en Santa Fe y una de las expediciones en México. Durante esta sus hombres ganaron las batallas de El Brazito el 25 de diciembre de 1846 (en las afueras de la actual ciudad de El Paso, Texas) y de Sacramento, permitiendo la captura de Chihuahua. Después de la guerra, fue comisionado por el general Kearny para redactar las leyes conocidas como “Código de Kearny” en inglés y español para los territorios anexados de México.
Permaneció moderado durante los eventos que culminaron con la Guerra Civil de los Estados Unidos, se opuso a la secesión y favoreció la neutralidad de Misuri. Como propietario de esclavos, Doniphan abogó por la liberación progresiva de los esclavos sólo cuando quedó claro que el Partido Republicano haría la emancipación inmediata. Aunque se le ofreció un alto mando en el Ejército de la Unión, no tomó parte activa en la Guerra Civil, mudándose a San Luis, Misuri. A finales de la década de 1860 restableció su bufete legal en Richmond, Misuri, donde murió. Está sepultado en el Cementerio Fairview en Liberty, Misuri debajo de un obelisco.
Doniphan se casó con Elizabeth Jane Thornton en 1838 y tuvo dos hijos, ninguno de los cuales llegó a los 18 años de edad.
- Datos: Q881051
- Multimedia: Alexander William Doniphan / Q881051